# Nati nel 1911/Aprile
| Questa pagina contiene informazioni ricavate automaticamente dalle voci biografiche con l'ausilio del template Bio e di un bot. L'aggiornamento è periodico e automatico e ricostruisce completamente la pagina. Se manca una persona in questa lista, sei pregato di non aggiungerla, ma accertati piuttosto che la sua voce biografica contenga il template Bio e che i dati anagrafici siano correttamente compilati. Se il template Bio manca, inseriscilo tu stesso o, in alternativa, metti l'avviso {{tmp\|Bio}} che ne segnala la mancanza. Se i dati riportati sono sbagliati, correggi direttamente la voce biografica; le modifiche saranno visibili in questa lista entro pochi giorni. Per chiarimenti vedi il progetto biografie. La lista contiene solo le 142 persone che sono citate nell'enciclopedia e per le quali è stato implementato correttamente il template Bio. Pagina aggiornata al 18 lug 2025. |

- 1º aprile - Joe Fortenberry, cestista statunitense († 1993)
- 1º aprile - Adam Kozłowiecki, cardinale, arcivescovo cattolico e missionario polacco († 2007)
- 1º aprile - Ilia Peikov, pittore bulgaro († 1988)
- 1º aprile - Bonaventura Picardi, politico italiano († 1988)
- 1º aprile - Paul Poirier, calciatore francese († 1947)
- 1º aprile - Ugo Rivoli, generale e aviatore italiano († 1993)
- 1º aprile - Edgardo Scappini, ciclista su strada italiano († 2001)
- 1º aprile - Fauja Singh, maratoneta britannico († 2025)
- 1º aprile - Jerzy Ustupski, canottiere polacco († 2004)
- 2 aprile - Charles Coles, attore, cantante e ballerino statunitense († 1992)
- 3 aprile - Tokiharu Abe, zoologo, ittiologo e erpetologo giapponese († 1996)
- 3 aprile - Bruno Balbis, bibliotecario italiano († 1979)
- 3 aprile - Luigi Cravetto, avvocato, imprenditore e dirigente sportivo italiano († 2002)
- 3 aprile - Pietro Di Donato, scrittore statunitense († 1992)
- 3 aprile - Freddie Miller, pugile statunitense († 1962)
- 3 aprile - Stanisława Walasiewicz, velocista, lunghista e discobola polacca († 1980)
- 3 aprile - Michael Woodruff, chirurgo inglese († 2001)
- 4 aprile - Robert Anderson Hall, linguista e critico letterario statunitense († 1997)
- 4 aprile - Tommaso Novelli, magistrato italiano († 2014)
- 4 aprile - Bill Ridding, calciatore e allenatore di calcio inglese († 1981)
- 5 aprile - Martin Denny, pianista e compositore statunitense († 2005)
- 5 aprile - Georg Liebsch, sollevatore tedesco († 1998)
- 5 aprile - Hédi Nouira, politico tunisino († 1993)
- 5 aprile - Dieter Oesterlen, architetto tedesco († 1994)
- 5 aprile - Walter Warwick Sawyer, matematico e divulgatore scientifico inglese († 2008)
- 5 aprile - Robert Jan Verbelen, militare belga († 1990)
- 6 aprile - Giorgio Costantini, attore e sceneggiatore italiano († 1997)
- 6 aprile - Feodor Felix Konrad Lynen, biochimico tedesco († 1979)
- 6 aprile - Guillermo Portabales, compositore, cantante e chitarrista cubano († 1970)
- 6 aprile - Cesare Sanfilippo, giurista italiano († 2000)
- 6 aprile - Pietro Scarpini, pianista italiano († 1997)
- 7 aprile - Checco Costa, dirigente sportivo italiano († 1988)
- 7 aprile - Antoine de Padoue Rahajarizafy, presbitero, filosofo e scrittore malgascio († 1974)
- 7 aprile - Jóhannes av Skarði, linguista faroese († 1999)
- 8 aprile - Melvin Calvin, biochimico statunitense († 1997)
- 8 aprile - Emil Cioran, filosofo, saggista e aforista romeno († 1995)
- 8 aprile - Paul John Hallinan, arcivescovo cattolico statunitense († 1968)
- 9 aprile - Rafael Arnaiz Barón, religioso spagnolo († 1938)
- 9 aprile - Jim Bannon, attore statunitense († 1984)
- 9 aprile - Paul Coste-Floret, politico francese († 1979)
- 9 aprile - Alessandro Fè d'Ostiani, pittore e tennista italiano († 1989)
- 9 aprile - Alexander Gordon-Lennox, ammiraglio scozzese († 1987)
- 9 aprile - Spec O'Donnell, attore statunitense († 1986)
- 10 aprile - Šime Milutin, calciatore jugoslavo († 1945)
- 10 aprile - Lorenzo Provvedi, fantino italiano († 1991)
- 10 aprile - Maurice Schumann, politico, giornalista e scrittore francese († 1998)
- 10 aprile - José Luis Sáenz de Heredia, regista spagnolo († 1992)
- 10 aprile - Jean Sécember, calciatore francese († 1990)
- 11 aprile - László Szabados, nuotatore ungherese († 1992)
- 12 aprile - Herbert Buhtz, canottiere tedesco († 2006)
- 12 aprile - Slavko Kodrnja, calciatore e allenatore di calcio jugoslavo († 1970)
- 12 aprile - Ferdinando Lambruschini, arcivescovo cattolico italiano († 1981)
- 12 aprile - Tullio Mobiglia, sassofonista e violinista italiano († 1991)
- 12 aprile - Vincenzo Maria Pellegrini, politico, scrittore e poeta maltese († 1997)
- 13 aprile - Ettore Barzini, agronomo italiano († 1945)
- 13 aprile - Piero Foà, fisiologo e patologo italiano († 2005)
- 13 aprile - Ivan Hitrec, allenatore di calcio e calciatore jugoslavo († 1946)
- 13 aprile - Terry Huddle, calciatore inglese († 2004)
- 13 aprile - Donald Leslie, ingegnere, progettista e inventore statunitense († 2004)
- 13 aprile - Eric Oliver, pilota motociclistico britannico († 1980)
- 13 aprile - Nino Sanzogno, direttore d'orchestra e compositore italiano († 1983)
- 14 aprile - Renzo Baraldi, pittore e scultore italiano († 1961)
- 14 aprile - Gino Callegari, calciatore italiano († 1954)
- 14 aprile - Nicola Costarella, compositore, critico musicale e musicologo italiano († 1993)
- 14 aprile - Eduardo González Valiño, calciatore spagnolo († 1979)
- 14 aprile - Giancarlo Pallavicini, italiano († 1999)
- 14 aprile - Teodoro Romža, ucraino († 1947)
- 15 aprile - Luis Fazio, calciatore argentino
- 15 aprile - Martin Groß, militare tedesco († 1984)
- 16 aprile - Guy Burgess, agente segreto britannico († 1963)
- 16 aprile - Giovanni Pugliese Carratelli, storico italiano († 2010)
- 16 aprile - Jupp Schäfer, cestista tedesco
- 17 aprile - Martín Almagro Basch, archeologo e storico spagnolo († 1984)
- 17 aprile - Hervé Bazin, scrittore francese († 1996)
- 17 aprile - Joseph Paul Cretzer, criminale statunitense († 1946)
- 17 aprile - Salvatore Garofalo, presbitero, biblista e scrittore italiano († 1998)
- 17 aprile - Joseph Luns, politico e diplomatico olandese († 2002)
- 17 aprile - Osvaldo Martini, calciatore italiano († 1977)
- 17 aprile - Georgij de Morenšil'd, geologo russo († 1977)
- 17 aprile - George Seaton, regista, sceneggiatore e produttore cinematografico statunitense († 1979)
- 18 aprile - Ilario Bandini, pilota automobilistico e imprenditore italiano († 1992)
- 18 aprile - Maurice Goldhaber, fisico austriaco († 2011)
- 18 aprile - Alfred Hayes, sceneggiatore, scrittore e poeta britannico († 1985)
- 18 aprile - Anton Krenn, calciatore austriaco († 1993)
- 18 aprile - William F. Milliken Jr., ingegnere e pilota automobilistico statunitense († 2012)
- 19 aprile - Frank Barlow, medievista britannico († 2009)
- 19 aprile - Helmut Berthold, pallamanista tedesco († 2000)
- 19 aprile - Ursula Moray Williams, scrittrice inglese († 2006)
- 19 aprile - Wilhelm Sold, calciatore e allenatore di calcio tedesco († 1995)
- 20 aprile - Reidar Andersen, saltatore con gli sci norvegese († 1991)
- 20 aprile - Umbro Apollonio, critico d'arte, storico dell'arte e saggista italiano († 1981)
- 20 aprile - Roy Fosdahl, calciatore norvegese († 1980)
- 20 aprile - Nicola Magaldi, ufficiale e aviatore italiano († 1940)
- 20 aprile - Kukrit Pramoj, politico, economista e scrittore thailandese († 1995)
- 21 aprile - Chuck Chapman, cestista canadese († 2002)
- 21 aprile - Leonard Warren, baritono statunitense († 1960)
- 22 aprile - Edith Atwater, attrice statunitense († 1986)
- 22 aprile - Wee Willie Smith, cestista statunitense († 1992)
- 22 aprile - Wilhelm Zander, militare tedesco († 1974)
- 23 aprile - Bruno Ahlberg, pugile finlandese († 1966)
- 23 aprile - Józef Cyrankiewicz, politico polacco († 1989)
- 23 aprile - Letterio La Spada, politico e medico italiano († 1971)
- 23 aprile - Sokela Mangoumbel, cestista francese († 1995)
- 23 aprile - Ronald Neame, regista, sceneggiatore e direttore della fotografia inglese († 2010)
- 23 aprile - Simone Simon, attrice francese († 2005)
- 23 aprile - András Wanié, nuotatore ungherese († 1976)
- 24 aprile - Angelo Biancini, scultore e ceramista italiano († 1988)
- 24 aprile - Dino Da Caprile, calciatore italiano († 1990)
- 24 aprile - Gina Mascetti, attrice italiana († 1995)
- 24 aprile - Maria Grazia Puglisi, conduttrice televisiva e autrice televisiva italiana († 1983)
- 24 aprile - Karl Schiller, economista e politico tedesco († 1994)
- 24 aprile - Gustav Sorge, militare tedesco († 1978)
- 24 aprile - Irene Sänger-Bredt, ingegnera, matematica e fisica tedesca († 1983)
- 25 aprile - Mario Angiolini, calciatore italiano († 1980)
- 25 aprile - Hans Beck, saltatore con gli sci norvegese († 1996)
- 25 aprile - George Chubb, III barone Hayter, politico inglese († 2003)
- 25 aprile - George Roth, ginnasta statunitense († 1997)
- 25 aprile - Jack Ruby, criminale statunitense († 1967)
- 26 aprile - Gianna Guaita, ginnasta italiana
- 26 aprile - Henri Hell, cestista francese († 1979)
- 26 aprile - Enrico Medi, fisico e politico italiano († 1974)
- 27 aprile - Chris Berger, velocista olandese († 1965)
- 27 aprile - Pino Budicin, antifascista e partigiano italiano († 1944)
- 27 aprile - Jack Cole, ballerino, coreografo e direttore teatrale statunitense († 1974)
- 27 aprile - Georges Dargaud, editore francese († 1990)
- 27 aprile - Filippo Freda, militare italiano († 1936)
- 27 aprile - Pietro García Bernal, religioso spagnolo († 1936)
- 27 aprile - Sigurð Joensen, scrittore faroese († 1993)
- 27 aprile - David Merrick, produttore teatrale statunitense († 2000)
- 28 aprile - Tullio Duimovich, calciatore e allenatore di calcio italiano
- 28 aprile - Lee Falk, fumettista statunitense († 1999)
- 28 aprile - Luigi Ferrando, ciclista su strada e ciclocrossista italiano († 2003)
- 28 aprile - Gertrude Messinger, attrice statunitense († 1995)
- 29 aprile - Georges Las Vergnas, scrittore francese († 1986)
- 29 aprile - Miro Luperi, partigiano italiano († 1944)
- 29 aprile - Erika von Brockdorff, attivista tedesca († 1943)
- 30 aprile - Yaşar Erkan, lottatore turco († 1986)
- 30 aprile - Roger Hilton, pittore britannico († 1975)
- 30 aprile - Giorgio Modugno, militare e marinaio italiano († 1941)
- 30 aprile - Evolo Musoni, calciatore italiano
- 30 aprile - Luise Rinser, scrittrice, attivista e politica tedesca († 2002)
- 30 aprile - Vittorio Zincone, giornalista e politico italiano († 1968)